# Пријатељи (роман из 1980)
Пријатељи је роман српског књижевника Слободана Селенића, први пут објављен 1980. Нека издања су штампана под насловом Пријатељи са Косанчићевог венца 7. Роман је награђен НИН-овом наградом критике и Наградом Народне библиотеке за најчитанију књигу 1981.
Роман чија је је радња смештена у период непосредно након Другог светског рата, приповеда о односу између Истрефа, Албанца који у Београд долази након што му је читава породица убијена у крвној освети, и Владана Хаџиславковића, декадетног и образованог потомка угледне београдске породице. У Пријатељима се приказује живот у Београду након доласка комуниста на власт, однос дошљака и београдских грађанских староседеоца, хомосексуалност, проблем образовања и отвара питање да ли је могуће премостити јаз између различитих култура.
Селенић је по мотивима романа написао драму Пријатељи са Косанчићевог венца 7 која се успешно изводила у Атељеу 212.
Великој популарности романа и позоришне представе засигурно је помогла усклађеност тематике са друштвено-политичком стварношћу осамдесетих и почетком политичких и етничких превирања на Косову и Метохији. „Признање које је додељено овој причи о пријатељству Србина и Албанца”, истакла је Јасна Драговић Сосо, „представљало је изазов доминатном негативном стереотипу о Албанцима у Србији”.